# Thyreodon laticinctus
Thyreodon laticinctus är en stekelart som beskrevs av Ezra Townsend Cresson 1874. Thyreodon laticinctus ingår i släktet Thyreodon, och familjen brokparasitsteklar. Inga underarter finns listade.